# Марко Тиаго
Марко Тиаго Фаустино е бразилски футболист, ляв бек, който може да играе и като централен защитник. От лятото на 2010 г. носи екипа на Черно море.

## Кариера
Марко Тиаго е юноша на Гремио, но не записва нито един мач за първия състав на клуба от Порто Алегре.
През 2006 г. играе за по няколко месеца в нискоразредните Ипатинга и Ещрела до Норте, след което осъществява трансфер в Португалия, подписвайки с Фейренсе. След това играе последователно в още три португалски клуба – Шавеш, Ещорил Прая и Фреамунде.
През сезон 2009/10 е твърд титуляр във Фреамунде, като изиграва 23 мача в Лига де Онра и макар да се подвизава като защитник, успява да отбележи 4 гола. Заради доброто си представяне е набелязан от ръководството на Черно море и на 26 май 2010 г. подписва тригодишен договор с „моряците“. Във Варна Тиаго се утвърждава като титулярен ляв бек и дебютира с гол в А група. В 1-вия кръг на сезон 2010/11 открива резултата при победата с 2:1 над Пирин (Благоевград).